# Kompania graniczna KOP „Mejszagoła”
Kompania graniczna KOP „Mejszagoła” (wcześniej „Plekiszki”, „Gudulino”) – pododdział graniczny Korpusu Ochrony Pogranicza pełniący służbę ochronną na granicy polsko-litewskiej.

## Geneza
Do czasu zakończenia wojny polsko-bolszewickiej, czyli do jesieni 1920, wschodnią granicę państwa polskiego wyznaczała linia frontu. Dopiero zarządzeniem z 6 listopada 1920 utworzono Kordon Graniczny Ministerstwa Spraw Wojskowych. W połowie stycznia 1921 zmodyfikowano formę ochrony granicy i rozpoczęto organizowanie Kordonu Granicznego Naczelnego Dowództwa WP. Obsadzony on miał być przez żandarmerię polową i oddziały wojskowe. Latem 1921 ochronę granicy wschodniej postanowiło powierzyć Batalionom Celnym. W Miejszogole rozmieszczono dowództwo i pododdziały sztabowe 4 batalionu celnego. 
W drugiej połowie 1922 przeprowadzono kolejną reorganizację organów strzegących granicy wschodniej. 1 września 1922 bataliony celne przemianowano na bataliony Straży Granicznej. W rejonie odpowiedzialności przyszłej kompanii granicznej KOP „Miejszogoła” służbę graniczną pełniły pododdziały 4 batalionu Straży Granicznej. 
Już w następnym zlikwidowano Straż Graniczną, a z dniem 1 lipca 1923 pełnienie służby granicznej na wschodnich rubieżach powierzono Policji Państwowej. 
W sierpniu 1924 podjęto uchwałę o powołaniu Korpusu Ochrony Pogranicza – formacji zorganizowanej na wzór wojskowy, a będącej w etacie Ministerstwa Spraw Wewnętrznych.

## Formowanie i zmiany organizacyjne
Na podstawie rozporządzenie Ministra Spraw Wewnętrznych nr 1099 ze stycznia 1926, w trzecim etapie organizacji Korpusu Ochrony Pogranicza, sformowano 21 batalion graniczny , a w jego składzie 3 kompanię graniczną KOP.
W październiku 1929 3 kompania graniczna batalionu KOP „Niemenczyn” stacjonowała w Plekiszkach, a w lipcu 1934 w Gudulinie . W listopadzie 1936 kompania liczyła 2 oficerów, 11 podoficerów, 6 nadterminowych i 91 żołnierzy służby zasadniczej. Z dniem 9 września 1938 dowódca KOP zarządzeniem L.5232/tj.og.org/38 przeniósł dowództwo 3 kompanii granicznej z Gudolina do Mejszagoły.

## Służba graniczna
Podstawową jednostką taktyczną Korpusu Ochrony Pogranicza przeznaczoną do pełnienia służby ochronnej był batalion graniczny. Odcinek batalionu dzielił się na pododcinki kompanii, a te z kolei na pododcinki strażnic, które były „zasadniczymi jednostkami pełniącymi służbę ochronną”, w sile półplutonu. Służba ochronna pełniona była systemem zmiennym, polegającym na stałym patrolowaniu strefy nadgranicznej i tyłowej, wystawianiu posterunków alarmowych, obserwacyjnych i kontrolnych stałych, patrolowaniu i organizowaniu zasadzek w miejscach rozpoznanych jako niebezpieczne, kontrolowaniu dokumentów i zatrzymywaniu osób podejrzanych, a także utrzymywaniu ścisłej łączności między oddziałami i władzami administracyjnymi. Miejscowość, w którym stacjonowała kompania graniczna, posiadała status garnizonu Korpusu Ochrony Pogranicza.
3 kompania graniczna „Gudulin” w 1934 ochraniała odcinek granicy państwowej o długości 43 kilometrów 25 metrów.
Sąsiednie kompanie graniczne:
- 2 kompania graniczna KOP „Rykonty” ⇔ 2 kompania graniczna KOP „Szrubiszki” – 1929[13], 1932[14], 1934[15] i w 1938[16]

## Struktura organizacyjna
Strażnice kompanii w latach 1929 – 1934
- strażnica KOP „Białozyryszki”
- strażnica KOP „Grabiały”
- Strażnica KOP „Kiernówek”
- strażnica KOP „Drawcze”
- strażnica KOP „Bortkuszki”
- strażnica KOP „Podbłędzie”

Strażnice kompanii w latach 1938 – 1939
- strażnica KOP „Białozyryszki”[e]
- Strażnica KOP „Kiernówek”[f]
- strażnica KOP „Drawcze”[g]
- strażnica KOP „Bortkuszki”[h]
- strażnica KOP „Podbłędzie”[i]

## Dowódcy kompanii
- kpt. Daniel Krośnicki (był 31 X 1929)[9]
- kpt. Adam Paweł Gruda (był 30 IV 1930 − 13 IV 1934 → adiutant batalionu)[9]
- kpt. Antoni Józef Michalewski (23 IV 1934 − 11 VII 1934 → odszedł do 8 pp Leg)[9]
- kpt. Kazimierz III Wiśniewski (11 VIII 1934−)[9]
- kpt. Olgierd Wojdatt[j] (– 1939)